# Tryggvadottir (cràter)
Tryggvadóttir és un cràter d'impacte en el planeta Mercuri de 31 km de diàmetre. Porta el nom de la pintora islandessa Nína Tryggvadóttir «Jónína» (1913-1968), i el seu nom va ser aprovat per la Unió Astronòmica Internacional el 2012.